# Henri Gouffier
Henri Gouffier (1547-1589) was de zoon van François Gouffier, markies van Les Deffends, en Anne de Carnazet. Hij was een Franse hugenoot.
Henri was heer van Crèvecoeur. Hij trouwde in 1555 met Johanna von Bocholtz. Het echtpaar kreeg een dochter, Anne Antoinette Gouffier, die vrouwe was van Thiennes. Gouffier was veldheer in dienst van het Staatse leger en veroverde Eindhoven in 1582.